# Csummali Szajaszon
Csummali Szajaszon (laóul: ຈູມມະລີ ໄຊຍະສອນ) (Attapö, 1936. március 6. –) a Laoszi Népi Demokratikus Köztársaság korábbi elnöke és a Laoszi Népi Forradalmi Párt korábbi vezetője. Előzőleg az ország alelnökeként, illetve hadügyminiszterként tevékenykedett.

## Élete
Az ország védelmi miniszteri majd alelnöki tisztét is betöltötte. 2006. március 21-én a Központi Bizottság a párt főtitkárává választotta. 2006. június 8-án az újonnan megválasztott Nemzetgyűlés elnökké választotta Posztjára 2013-ban újraválasztották.
Pártelnöki posztját 2016 januárjáig töltötte be, amikor megválasztották utódját Bounnhang Vorachitot. Ugyanezen év áprilisában Vorachit az államelnöki székben is követte Szajaszont.